# موتور شمارة يك مرتع داري شهيد امير طاهر (دهسرد)
موتور شمارة یك مرتع داري شهید امیر طاهر (بالإنجليزية: Mowtowr-e Shomareh-ye Yek Marat Dari Shahid Emir Taher)‏ هي منطقة سكنية تقع في إيران في قسم دهسرد الريفي. يقدر عدد سكانها بـ 24 نسمة .